# Guy Bradley
Guy Morrell Bradley (25 de abril de 1870 – 8 de julho de 1905) foi um guarda florestal e delegado americano do Condado de Monroe, na Flórida. Nascido em Chicago, Illinois, mudou-se para a Flórida com sua família ainda jovem. Durante a infância, frequentemente atuava como guia para pescadores e caçadores de plumas visitantes, mas posteriormente rejeitou a caça ilegal após a aprovação de leis para proteger as populações de aves em declínio. Em 1902, Bradley foi contratado pela American Ornithologists' Union (AOU), a pedido da Florida Audubon Society, tornando-se um dos primeiros guardas florestais dos Estados Unidos.
Encarregado de proteger as aves pernaltas da região contra caçadores, ele patrulhava sozinho a vasta área que se estendia da costa oeste da Flórida, passando pelos Everglades, até Key West, aplicando a proibição da caça de aves. Bradley foi assassinado no cumprimento do dever, ao confrontar um homem e seus dois filhos que caçavam garças nos Everglades. Sua morte amplamente divulgada, aos 35 anos, mobilizou conservacionistas e inspirou legislações futuras para proteger as populações de aves da Flórida. Diversos prêmios nacionais e locais foram nomeados em sua homenagem.

## Primeiros anos
Bradley nasceu em Chicago, Illinois, em 1870. Sua família tinha fortes laços com a cidade; seu pai, Edwin Ruthven Bradley, nasceu lá em 1840, e dois membros da família ocuparam altos cargos na aplicação da lei local. Seis anos após o nascimento de Guy, a família mudou-se para a Flórida. Após residir em cidades menores, estabeleceram-se em Fort Lauderdale, onde Edwin assumiu o cargo de guardião da Casa de Refúgio de Fort Lauderdale [en]. Pouco depois da morte de Flora, irmã de Bradley, por uma doença desconhecida — que também afetou Guy, deixando-o doente por vários anos —, a família mudou-se para a região de Lake Worth. Edwin tornou-se carteiro, com um salário anual de seiscentos dólares. Ele e seu filho mais velho ganharam notoriedade nacional como parte dos "carteiros descalços [en]", que operaram até a construção de uma estrada em 1892.
Posteriormente, a família mudou-se para Miami, onde Edwin atuou como superintendente do distrito escolar do condado de Dade. Em 1885, aos quinze anos, Guy e seu irmão mais velho, Louis, serviram como guias para o renomado caçador de plumas francês Jean Chevalier em uma expedição aos Everglades. Acompanhados pelo amigo Charlie W. Pierce [en], navegaram no barco de Pierce, o Bonton, até Key West. Na época, as plumas — vendidas por mais de 20 dólares a onça (equivalente a cerca de 570 dólares em 2011) — eram consideradas mais valiosas que ouro. Durante a expedição, que durou várias semanas, o grupo matou 1.397 aves de 36 espécies diferentes.

## Caça às plumas

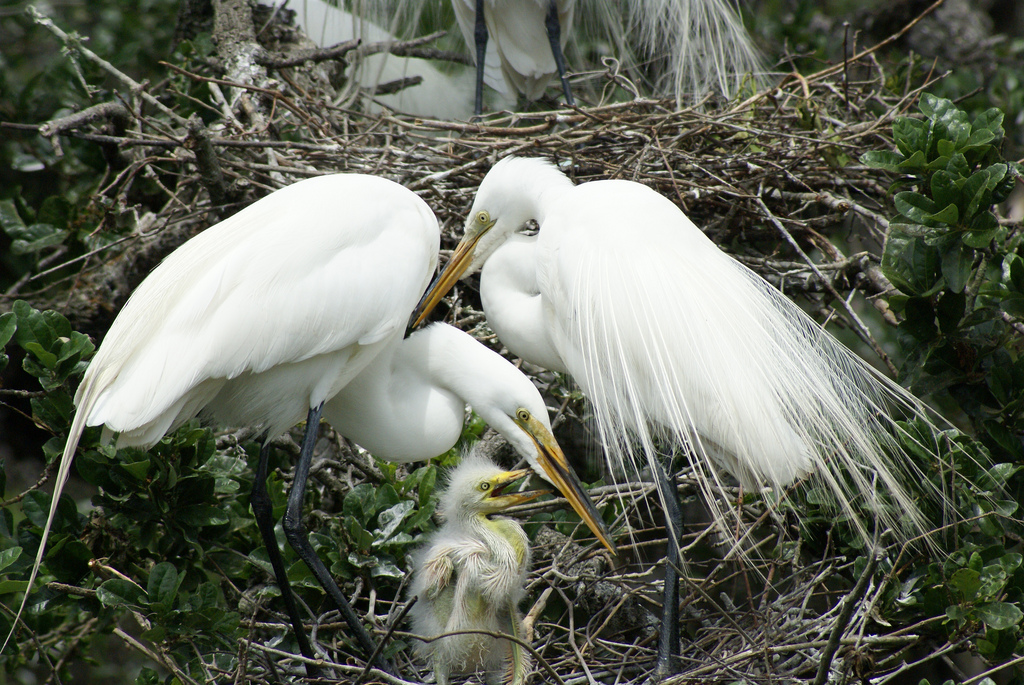
Uma família de garça-branca-grande; aves de plumas eram frequentemente abatidas enquanto estavam em seus ninhos.

No início do século XX, grandes quantidades de aves eram mortas para fornecer plumas que decoravam chapéus femininos. A moda, iniciada na década de 1870, tornou-se tão popular que, em 1886, cerca de cinco milhões de aves eram abatidas anualmente para o comércio de chapelaria, levando várias espécies à beira da extinção. Na Flórida, as aves de plumas foram inicialmente expulsas das áreas mais povoadas do norte do estado, sendo forçadas a nidificar mais ao sul. Os ninhais concentraram-se nos Everglades, uma região com abundância de alimentos e períodos secos sazonais, ideais para a nidificação. No final da década de 1880, não havia mais grandes populações de aves de plumas acessíveis nas cidades mais estabelecidas da Flórida.

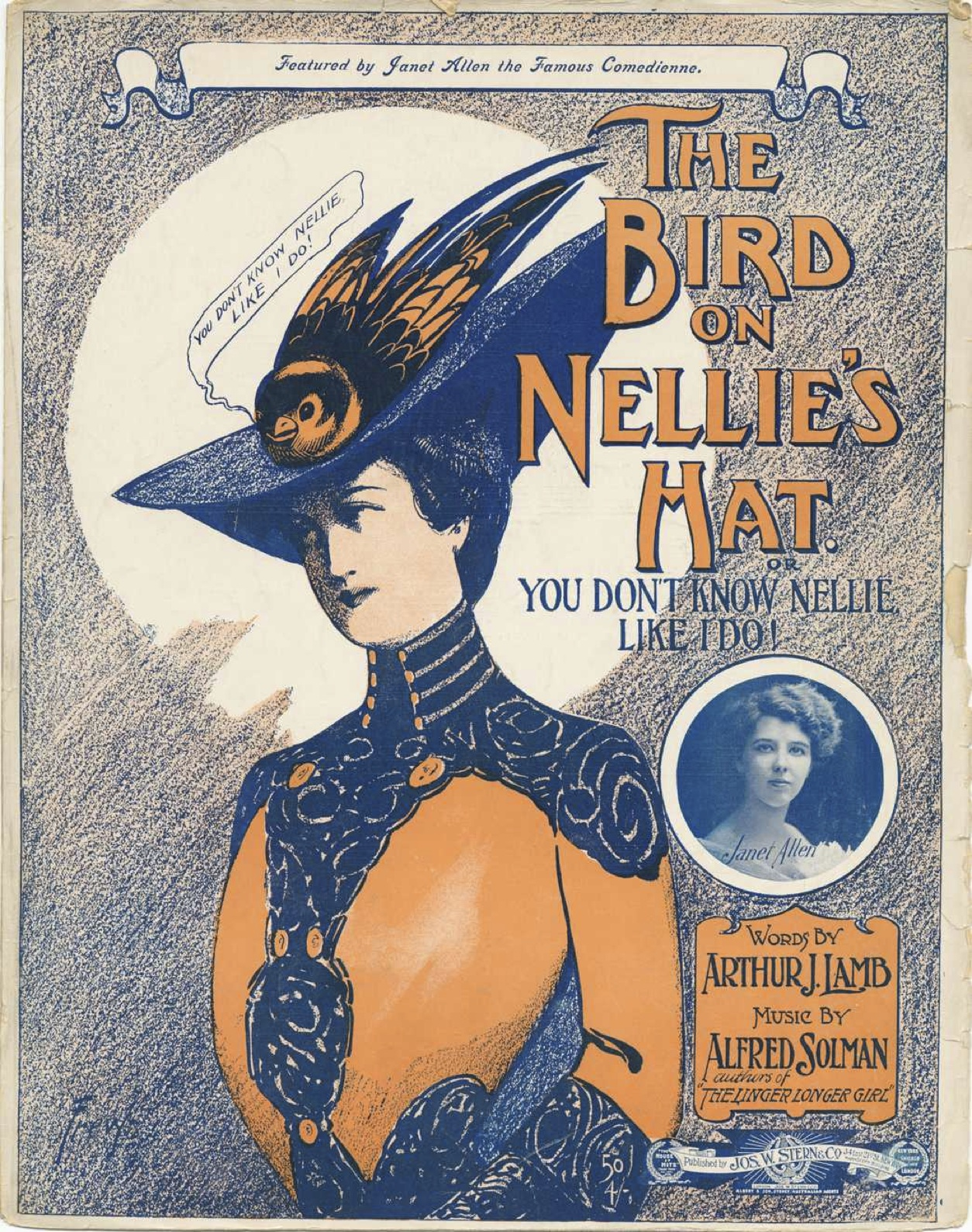
The Bird on Nellie's Hat, capa de livro de partitura, por volta de 1910

As plumas mais populares vinham de várias espécies de aves limícolas, conhecidas como "pequenas nevadas" por suas penas brancas como neve; ainda mais valorizadas eram as "plumas nupciais", desenvolvidas durante a época de acasalamento e exibidas durante o cortejo. Caçadores ilegais invadiam os ninhais densamente povoados, onde abatiam as aves em repouso, arrancavam suas plumas e deixavam as carcaças apodrecendo. Ovos desprotegidos tornavam-se presas fáceis para predadores, assim como os filhotes recém-nascidos, que morriam de fome ou exposição. Um ex-caçador escreveu sobre a prática: "As cabeças e pescoços dos filhotes pendiam dos ninhos aos montes. Estou acabado com a caça de aves para sempre!"
Em meados daa década de 1890, Edwin tornou-se diretor da Companhia de Transporte e Canal da Linha da Costa da Florida [en] e, posteriormente, da Companhia Model Land, ambas envolvidas na venda de terras para ferrovias. Em 1900, após vinte anos em Lake Worth, a família mudou-se para Flamingo, no Condado de Monroe, perto dos Everglades. Edwin soubera que o magnata ferroviário Henry Flagler [en] planejava construir uma ferrovia na região, o que faria Flamingo prosperar; Flagler, porém, mudou de ideia, optando por Key West. Guy e seu irmão, que continuavam trabalhando como guias e caçadores, receberam um quarto de milha de terra na baía da Flórida como parte do acordo de seu pai com a Companhia Model Land. Durante seus 20 anos, Guy complementava sua renda como carteiro, agricultor e barqueiro com caçadas ocasionais de plumas. Em 1899, casou-se com Sophronia ("Fronie") Vickers Kirvin, uma jovem viúva. Seu primeiro filho, Morrell, nasceu um ano depois.

## Guarda florestal
Quando a legislatura da Flórida aprovou a lei modelo da AOU proibindo a matança de aves de plumas, surgiu a necessidade de guardas qualificados para aplicá-la. Kirk Munroe [en], amigo da família Bradley e vice-presidente fundador da Florida Audubon Society, recomendou Guy para o cargo. Diferente dos outros jovens "selvagens" de Flamingo, Bradley era descrito como "agradável, quieto… loiro, de olhos azuis, sempre assobiando e um bom violinista… um ativo social na comunidade isolada, honesto, confiável, corajoso, enérgico e consciencioso".
Na época, Bradley era um ex-caçador de plumas reformado, tendo abandonado a prática após a aprovação da Ato Lacey de 1900 [en]. Em uma carta a William Dutcher, presidente da Florida Audubon Society, ele escreveu: "Eu caçava aves de plumas, mas desde que as leis foram aprovadas, não matei mais nenhuma. É uma prática cruel e difícil, além de ilegal. Faço esta declaração com honra." Logo após ser aceito para o cargo, Bradley foi a Key West para assumir oficialmente como guarda florestal e delegado, o que lhe dava autoridade para prender caçadores ilegais.
Como um dos primeiros guardas florestais, Bradley era responsável por denunciar caçadores suspeitos e os negócios associados a eles. Recebia um salário mensal de 35 dólares (cerca de 970 dólares em 2010) para patrulhar sozinho a vasta área que ia das Dez Mil Ilhas [en], na costa oeste da Flórida, pelos Everglades, até Key West, regiões de nidificação de aves populares como garças, colhereiros e íbis. Ele levava seu trabalho a sério: educava os locais sobre as novas leis que tornavam a caça de plumas um crime, conversava diretamente com caçadores e instalava placas de aviso em seu território. Também criou uma rede de informantes para monitorar atividades suspeitas e contratou seu irmão Louis e outros próximos como assistentes durante o auge da temporada de plumas.

## Dificuldades

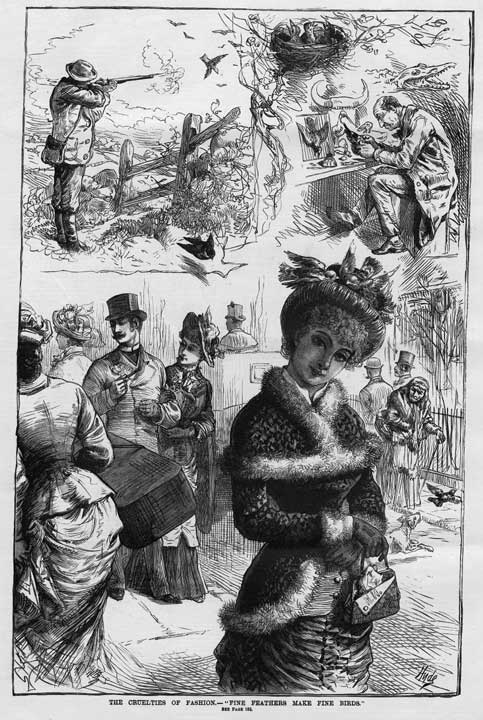
"As crueldades da moda: penas finas fazem aves finas"; a coleta de plumas para chapéus quase extinguiu as aves pernaltas dos Everglades.

Em 1903, o presidente Theodore Roosevelt criou o primeiro refúgio de vida silvestre dos EUA, o Refúgio Nacional de Vida Silvestre Pelican Island [en]. Seu primeiro guarda, Paul Kroegel [en], uniu-se a Bradley para coibir a caça ilegal de aves na Flórida. Em 1904, as organizações Audubon empregavam 34 guardas em dez estados. Publicações conservacionistas estavam otimistas quanto ao sucesso de Bradley e outros guardas; na edição de janeiro de 1904 de The Auk, um editor escreveu: "Os nativos começam a perceber que as aves devem ser protegidas e que os guardas são homens destemidos que não devem ser desafiados. Os Bradley têm a reputação de serem os melhores atiradores da região e não hesitariam em atirar se necessário."
Após assumir o cargo, porém, Bradley tornou-se uma figura odiada no sul da Flórida; trabalhando sozinho, sem reforços, foi alvo de tiros mais de uma vez. Em 1904, ele alertou o ornitólogo e autor Frank Chapman, em visita, que um ninhal isolado, chamado Cuthbert, havia sido "dizimado", apesar de estar em boas condições anteriormente. Ele disse: "Você poderia ter caminhado ao redor do ninhal sobre os corpos das aves — entre quatrocentos e quinhentos deles."
Bradley interpretou o massacre como um sinal de que estava sendo vigiado por caçadores locais, que só poderiam ter descoberto o ninhal seguindo seus movimentos. Chapman escreveu: "Sob sua guarda, as 'aves brancas' aumentaram em número, o que, com plumas vendidas a 32 dólares a onça, tornava o risco compensador (pois havia risco; quem tentasse dizimar um ninhal sob a vigilância de Bradley provavelmente perderia sua própria 'pluma'); o guarda vigiava, e em sua ausência, suas protegidas eram massacradas."

## Morte
Em 8 de julho de 1905, Bradley ouviu tiros perto de sua casa à beira-mar em Flamingo. Ele partiu em seu pequeno barco e encontrou um pai e seus dois filhos, chamados Smith, atirando em um ninhal. As famílias se conheciam há anos, mas Walter Smith, veterano da Guerra de Secessão, tinha fama de problemático, e Bradley já tivera confrontos com ele. Ele havia prendido Smith uma vez e seu filho mais velho, Tom, duas vezes por caça ilegal. Smith ameaçara retaliar, dizendo ao guarda: "Se você prender um dos meus filhos novamente, eu te mato."
Segundo o relato de Walter Smith, Bradley encontrou os três enquanto carregavam aves mortas em seu barco. Uma discussão começou, e, ao tentar prender um dos jovens, Smith atirou com seu rifle de caça, ferindo Bradley fatalmente. Seu corpo foi encontrado no dia seguinte por uma equipe de busca liderada por seu irmão, após derivar 16 quilômetros do local do crime. Ele morreu por hemorragia.

## Consequências
Smith navegou até Key West e se entregou às autoridades no dia seguinte. Apesar das evidências da promotoria — financiada pela Florida Audubon Society — de que Bradley não disparara sua arma, Smith alegou legítima defesa, afirmando que o guarda atirara primeiro, mas errara, atingindo seu barco. Quem conhecia Bradley, porém, insistia que ele era um excelente atirador e não teria errado se tivesse atirado. Smith foi absolvido por falta de provas suficientes e cumpriu apenas cinco meses de prisão, incapaz de pagar a fiança de 5.000 dólares. Enquanto estava preso, dois cunhados de Bradley incendiaram sua casa em Flamingo.

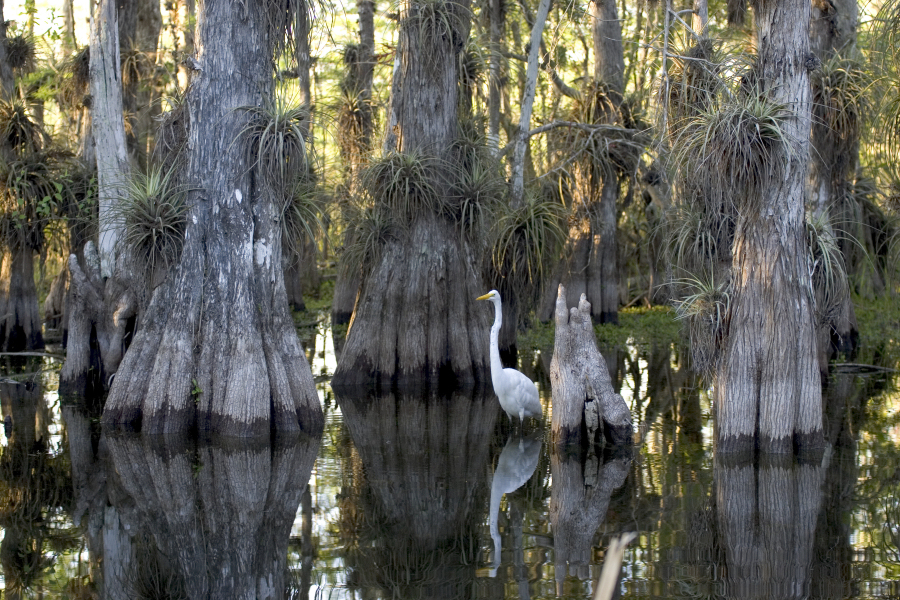
Uma garça caminha por um bosque de ciprestes.

A morte de Bradley e a absolvição de Smith ganharam destaque nacional, com reportagens detalhadas em The New York Times, New York Herald, Philadelphia North American [en] e Forest and Stream [en]. A esposa e os dois filhos pequenos de Bradley receberam uma casa em Key West, custeada por doações obtidas pela Florida Audubon Society. A sociedade, porém, não tentou substituir Bradley, e seu posto permaneceu vago. Seu obituário, escrito por William Dutcher [en] e publicado na edição de agosto de 1905 de Bird Lore, descreveu-o como "destemido e corajoso". Dutcher o elogiou: "Um guarda fiel e dedicado, jovem e robusto, interrompido em um instante, por quê? Para que mais algumas aves de plumas adornassem os chapéus de mulheres insensíveis. Até então, o preço era a vida das aves; agora, soma-se sangue humano. Todo grande movimento tem seus mártires, e Guy M. Bradley é o primeiro na proteção às aves."
Sem substituto, a ilegalidade persistiu nos Everglades, e os ninhais foram devastados por mais alguns anos. Frank Chapman comentou: "Não há comunidade tão cumpridora da lei que deixe um cofre de banco intocado se desprotegido. Desistimos. Não podemos protegê-lo, e o ninhal terá que desaparecer." Em novembro de 1908, o guarda florestal e delegado do condado de DeSoto, Columbus G. McLeod, desapareceu perto de Charlotte Harbor. Um mês depois, seu barco foi encontrado afundado e carregado; dentro, havia seu chapéu manchado de sangue, com cortes profundos feitos por um machado. Suspeitou-se que fora morto por caçadores. Seu corpo nunca foi encontrado, e os culpados não foram pegos, apesar da recompensa de 100 dólares oferecida pelo governador da Flórida, Albert W. Gilchrist [en]. Ainda naquele ano, Pressly Reeves, funcionário da South Carolina Audubon Society, foi morto em uma emboscada por agressores desconhecidos.

## Legado
Essas três mortes em poucos anos ajudaram a encerrar o comércio de plumas na Flórida. Em 1910, a legislatura de Nova York aprovou o Ato Audubon Plumage, proibindo o comércio de plumas; outros estados seguiram, e o Congresso logo baniu a importação de chapéus com penas de aves. Com o tempo, a moda por plumas diminuiu. À medida que a demanda caiu, milhares de aves retornaram aos ninhais dos Everglades; o escritor de aventuras Zane Grey escreveu após visitar um riacho perto de cabo Sable:
Embora víssemos aves por toda parte, no ar e na folhagem, não estávamos preparados para o que uma curva no riacho revelou. Margens de folhagem brancas com maçaricos como se cobertas de neve pesada! Com um tremendo bater de asas que se fundiu em um rugido, milhares de maçaricos alçaram voo sobre a água. …Foi uma experiência maravilhosa.

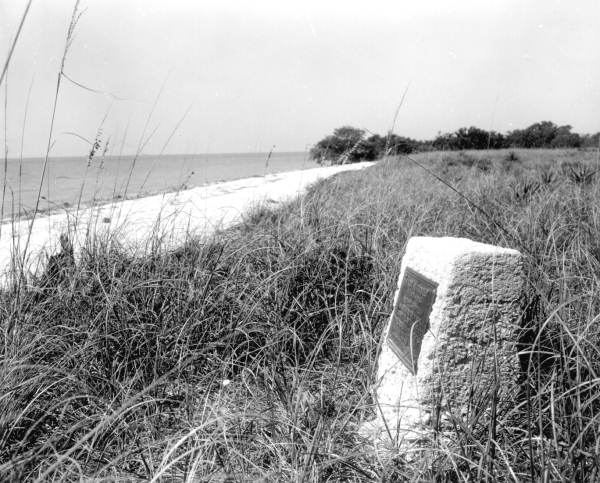
Um monumento em homenagem a Bradley, dedicado pela Florida Audubon Society (mostrado aqui em 1957), foi destruído por um furacão em 1960.

Bradley foi enterrado em uma crista de conchas em cabo Sable, com vista para a baía da Flórida. Um monumento próximo, erguido pela Florida Audubon Society, dizia: "Guy M. Bradley, 1870–1905, Fiel Até a Morte, Como Guarda Florestal do Condado de Monroe, Deu Sua Vida pela Causa à Qual Se Dedicou". O túmulo e o monumento, porém, foram arrastados pelo furacão Donna [en] em 1960. A lápide original foi recuperada e está exposta no Centro de Visitantes de Flamingo. Uma placa próxima também foi dedicada à sua memória, dizendo: "Guarda da Audubon foi baleado e morto nesta costa por caçadores ilegais de plumas, 8 de julho de 1905. Seu martírio gerou indignação nacional, fortaleceu as leis de proteção às aves e ajudou a criar o Parque Nacional dos Everglades."
A história da defesa de Bradley pelas aves dos Everglades e sua morte foi retratada em literatura e cinema. A autora Marjory Stoneman Douglas, que mais tarde se tornaria famosa por promover a conservação dos Everglades, baseou o herói de seu conto de 1930, "Plumes", em Bradley. O filme de 1958, Wind Across the Everglades [en], estrelado por Christopher Plummer e Burl Ives, foi vagamente inspirado em sua vida e morte. O autor Harvey Eugene Oyer III [en] destacou Guy Bradley e Charlie W. Pierce em "The Adventures of Charlie Pierce: The Last Egret". Middle Rover Press, 2010.
Em 1988, a Fundação Nacional de Peixes e Vida Selvagem [en] criou o prêmio Guy Bradley para reconhecer conquistas na aplicação da lei de proteção à vida selvagem, concedido anualmente a um oficial estadual e outro federal. Outro prêmio, o Guy Bradley Lifetime Conservation, foi instituído em 1997 pela campanha de restauração de ecossistemas da Audubon Society Everglades para homenagear quem promove a conservação e oferece soluções viáveis. Uma trilha nos Everglades, que vai do Centro de Visitantes de Flamingo ao Acampamento Flamingo, também leva seu nome. Após uma reforma, o Centro de Visitantes de Flamingo foi renomeado Centro de Visitantes Guy Bradley.